# Bartłomiej Kozera
Bartłomiej Kozera (ur. 8 września 1945 w Brodach, zm. 14 kwietnia 2025) – profesor nadzwyczajny, doktor habilitowany filozofii. Specjalizował się w historii filozofii, resp. filozofia starożytna i średniowieczna.
Był absolwentem filologii w Wyższej Szkole Pedagogicznej w Opolu (1963-1968) oraz filozofii na Uniwersytecie Warszawskim (1968–1972). W 1975 obronił pracę doktorską „Tomaszowa tradycja a współczesna polska filozofia bytu", a w 1995 uzyskał habilitację (praca „Bóg i człowiek w polskiej współczesnej literaturze katolickiej"). Od 1998 był zatrudniony na stanowisku profesora nadzwyczajnego.
Od 1993 roku pracował jako wykładowca na Uniwersytecie Opolskim. Tutaj przeszedł wszystkie szczeble kariery zawodowej.
Pełnił również funkcję dyrektora Instytutu Nauk Społecznych (1998–2003).
Za monografię „Koncepcje metafizyki w polskim neotomizmie” otrzymał nagrodę II stopnia Ministra Nauki.

## Wybrane publikacje
Efekt pracy naukowej to 14 prac zwartych, ok. 100 artykułów i ponad 100 publikacji popularnych.
- Koncepcje metafizyki w polskim neotomizmie, Opole 1980,
- Przewodnik po filozofii, Opole 1987,
- Wzory społeczno-kulturowe młodego pokolenia Ziem Zachodnich, red. T. Michalczyk, B. Kozera, Opole,
- Literatura a religia. Polska współczesna powieść katolicka, Opole 1993,
- Śląsk Opolski. Problemy okresu transformacji. W drodze do normalności, red. M. Lis, B. Kozera, Opole 1997,
- Myślę, że jestem, Opole 1997,
- Śląsk Opawski i Opolski w kierunku standardów europejskich, red. B. Kozera i M. Lis, Opole 2001,
- Neotomizm polski, w: Ideologia i Polityka 1975/10,
- Kilka uwag na temat związku wojny, pokoju i postępu, w: Świadomość i rozwój, Kraków 1980,
- Wartość pokoju i jego miejsce w systemie wartości studentów, w: Człowiek i świat wartości, Kraków 1982,
- Źródła koncepcji bytu Tomasza z Akwinu, w: ZN WSI Seria: Nauki Społeczne, z. IX, Opole 1982,
- Katolicyzm jako program poezji R. Brandstaettera, ZN Filologia polska WSP Opole 1983, zeszyt XXII,
- Personalizm w analizie historii, w: ZN WSP, Nauki Społ-Polit. z. I, Opole 1985,
- Polska literatura katolicka, w: ZN Nauki Społ.-Polit. WSP, z. II, Opole 1986,
- Siły sprawcze poezji katolickiej, ZN Nauki Społ.-Polit. WSP, z. IV, Opole 1988,
- Literatura - religia - religijność, w: Kościół, państwo, społeczeństwo, Wrocław 1991, s. red. A. Kudłaszyk; Ewolucja świadomości zła w polskiej współczesnej literaturze, w: Kwartalnik Opolski 1993/3,
- Literatura - religia - religijność, w: Kościół, państwo, społeczeństwo, Wrocław 1991, s. red. A. Kudłaszyk; Ewolucja świadomości zła w polskiej współczesnej literaturze, w: Kwartalnik Opolski 1993/3,
- Zbyszko Bednorz - pisarz katolicki, w: Kwartalnik Opolski 1994/4,
- Dzieło literackie a dzieło filozoficzne, w: ZN Nauki Społ. - Polit. UO, zeszyt X,
- W poiskach nowoj paradygmy, w: Alma Mater 1996 nr 3,
- Literatura - religia - wartość, w: Wartości i wartościowania, Opole 1997,
- Leszka Kołakowskiego przykładem filozoficznych wartości literatury,
- Odpowiedzialność artysty, w: Trendy i koncepcje nowoczesnego zarządzania, Opole 1998,
- Między wrogością czasu wojny a pojednaniem w pokoju. Czytając Bednorza, w: Polacy - Niemcy - Czesi. Sąsiedztwo na przełomie wieków, red. M. Lis, Opole Inst. Śląski 1998,
- Rola czasu w twórczości Zbyszka Bednorza, w: Zbyszko Bednorz. Na drogach pisarskiego powołania, Opole 1998,
- Koncepcja sacrum w powieściach Bednorza, w: Kwartalnik Opolski 1998, nr 3-4,
- Liberalizm, autorytet i niepodległość. Kilka refleksji filozoficznych, w: Niepodległość, Opole 1999,
- Polska powieść katolicka wobec socjalizmu, w: Ziemie Zachodnie i Północne Polski w okresie stalinizmu, Zielona Góra 1999,
- "Obcy" i "swój" w perspektywie dialogu, w: Ze Studiów Historycznych i Politycznych - Roczniki Naukowe WSZ i M., Wrocław 1999,
- "Obcy" i "swój". Trzy refleksje rozumu nieinstrumentalnego, w: Inni swoi. Studia z problematyki etnicznej, red. D. Berlińska i K. Frysztacki, Opole 1999,
- Społeczeństwo obywatelskie w Polsce jako miernik zjednoczenia z Europą, w: Europa i my. Polska i Polacy wobec integracji europejskiej, red. W. Piątkowska i L. Rubisz, Opole 2000,
- Kilka uwag o integracji europejskiej w sferze wartości, w: Społeczno - ekonomiczne aspekty integracji, Opole 2000,
- Zagadnienie odpowiedzialności odbiorcy w estetyce Romana Ingardena, w: Ekonomia, Polityka, Społeczeństwo, red. A. Kubowa, T. Michalczyka, J. Słodczyka, Opole-Wrocław 2001,
- Wpływ przełomu w Europie na kontakty międzyludzkie i społeczeństwo obywatelskie, w: Polacy-Niemcy-Czesi. Sąsiedztwo na przełomie wieków, red. W. Lesiuk i A. Trzcielińska-Polus, Opole 2001,
- Przyszłość Śląska Opolskiego, w: O społeczeństwie śląskim na przełomie wieków, red. K. Frysztacki, T. Sołdra-Gwiżdż, Wydawnictwo Instytutu Ślaskiego, Opole 2001.